# Вернер Кнолль
Вернер Альфред Герман Кнолль (нім. Werner Alfred Hermann Knoll; 30 квітня 1896, Берлін — 4 жовтня 1967, Вюрцбург) — німецький фармацевт, дипломований хімік (1924), доктор філософії (1926), єдиний генерал-аптекар вермахту (1 жовтня 1944).

## Біографія
Син пекаря Генріха Кнолля і його дружини Гедвіг, уродженої Вольфрам. В 1914 році закінчив реальну гімназію імператора Вільгельма. Після початку Першої світової війни вступив добровольцем в армію, пройшов шлях до командира кулеметної роти. Після війни проходив стажування в берлінській аптеці і в 1920 році склав попередній фармацевтичний іспит. В 1921/23 роках вивчав фармацевтику в Берлінському університеті Фрідріха-Вільгельма, після чого склав державний іспит. В 1924 році здобув диплом хіміка. В 1923/27 роках — науковий співробітник Першого хімічного інституту Берлінського університету, Інституту фізичної та електрохімії імені імператора Вільгельма, Прусського державного інституту гігієни води, ґрунту та повітря і Прусського державного інституту наркотиків, продуктів харчування та судової медицини. В 1927 році склав іспит хіміка-харчовика в Берлінському технічному університеті.
В 1927 році вступив в рейхсвер і був призначений начальником Хімічного науково-дослідного інституту 1-го групового командування в Берліні. З 1933 року — головний фармацевт 3-го військового округу. З 1936 року — начальник фармацевтичної служби сухопутних військ при санітарній інспекції сухопутних військ ОКГ. В квітні 1945 року взятий в полон. В липні того ж року звільнений.
В 1945/49 роках — фармацевт компаній Dr. Benöhr Chemie в Бад-Зегеберзі та Curta & Co Маєні і Вайльгаймі. В 1949 році разом з доктором Гансом Будде відкрив аптеку «Фенікс» у Вюрцбурзі, а з 1952 року самостійно керував аптекою. В 1954/65 роках — почесний фармацевтичний радник уряду Нижньої Франконії. В 1956/58 роках — викладач фармацевтичного права у Вюрцбурзькому університеті. В 1957/67 роках — делегат Баварської державної фармацевтичної палати. 

## Нагороди
- Залізний хрест 2-го і 1-го класу
- Нагрудний знак «За поранення» в чорному
- Почесний хрест ветерана війни з мечами
- Медаль «За вислугу років у Вермахті»
  - 4-го класу (4 роки; 3 жовтня 1936)
  - 3-го класу (12 років)
- Хрест Воєнних заслуг 2-го і 1-го класу з мечами
- Орден «За заслуги перед Федеративною Республікою Німеччина», лицарський хрест (22 лютого 1967)